# サビオ・ベガ
サビオ・ベガ（Savio Vega、本名：Juan Rivera、1964年8月10日 - ）は、プエルトリコのプロレスラー。ベガ・アルタ出身。
1990年代はアメリカ合衆国本土のWWFでも活躍した。地元のプエルトリコを本拠地に、ブッカー業務も担当している。

## 来歴
1985年8月、ビル・ワットが主宰していたアメリカ中南部のMSWA（後のUWF）において、エル・コルサリオ（El Corsario）なるヒールの覆面レスラーとしてデビュー。スカンドル・アクバをマネージャーに迎え、テコンドーの下地を活かしたマーシャルアーツ戦法を武器に、ジェイク・ロバーツ、ジム・ドゥガン、ブッチ・リード、エディ・ギルバート、ボブ・スウィータンらと対戦してキャリアを積んだ。
1987年よりプエルトリコへ戻り、カルロス・コロンの主宰するWWCにおいて、ザ・グレート・カブキをイメージした東洋系ギミックのペイントレスラーに変身。爆薬のトリニトロトルエンを意味するTNT（T.N.T.）をリングネームにヒールのポジションで活動する。ミスター・ポーゴともタッグを組み、7月11日にマーク・ヤングブラッド&クリス・ヤングブラッドのレネゲード・ウォリアーズからWWC世界タッグ王座を奪取した。同年11月には全日本プロレスに初来日、アブドーラ・ザ・ブッチャーのパートナーとして世界最強タッグ決定リーグ戦に出場した。
1990年9月には新日本プロレスに登場して、ビッグバン・ベイダーやバンバン・ビガロと共闘。翌1991年7月の来日時にはグレート・ムタとタッグを結成、7月19日の札幌大会にて馳浩&佐々木健介のチームと対戦した。翌月の8月7日からは、W★INGの旗揚げシリーズにも参戦している。
1994年1月より忍者ギミックの覆面レスラー、クワン（Kwang）に再変身してWWFに登場。TNT時代と同様のマーシャルアーツ・スタイルに加え、カブキやムタのような毒霧も放つなど、ミッドカード戦線で異色のファイトを展開した。マネージャーはハービー・ウィップルマンが担当し、『Raw is War』にてブレット・ハートやジ・アンダーテイカーとも対戦している。
1995年からは覆面を脱いで素顔となり、レイザー・ラモンの友人のプエルトリカンという設定のもと、サウス・ブロンクス出身のサビオ・ベガ（Savio Vega）を名乗ってベビーフェイスに転向。5月14日のPPV『イン・ユア・ハウス』の第1回大会にて初登場を果たし、ジェフ・ジャレットとザ・ローディーの2人がかりの攻撃からラモンを救出して観客の喝采を浴びた。6月25日の『キング・オブ・ザ・リング』ではトーナメントを勝ち抜いて決勝戦に進出、メイブルに敗れてキングの座は逸したものの、準々決勝で優勝候補のヨコズナに勝利するなどの活躍を見せた。翌1996年はインターコンチネンタル王者のゴールダストと抗争、一時はタイトルを空位にしている。
1997年2月、再びヒールとなってファルーク率いるネーション・オブ・ドミネーション（NOD）に加入。アーメッド・ジョンソンやリージョン・オブ・ドゥームと抗争するが、6月にファルークと仲間割れしてNODから除名され、ミゲル・ペレス・ジュニア、ホセ・エストラーダ・ジュニア、ヘスス・カスティーヨと共にプエルトリコ系ストリートギャング集団のロス・ボリクアス（Los Boricuas）を結成。ファルークが再編した新生NODや、同じくNODを追放されたクラッシュのDOAとの三つ巴の軍団抗争を繰り広げた。1998年には "WWF Brawl for All" にも出場したが、2回戦でダレン・ドロズドフに敗退。同年にWWFを解雇された。
WWF以降、2000年代はIWAプエルトリコにて選手兼ブッカーとして活動。2008年1月にはインターナショナル・ツアーをプロデュースし、パナマにてリッキー・バンデラスともタイトルを争った。合衆国本土では、WWF時代の旧友ジェフ・ジャレットの招きで2008年7月から2009年7月まで、TNAのロード・エージェントを務めていた。2010年からはIWA対WWCの対抗戦アングルに参画。2011年12月からはTNAのジェフ・ジャレットが創設したリング・カ・キングのトレーナーを担当。2013年よりWWCに復帰し、同年11月16日と2014年1月19日にWWCユニバーサル・ヘビー級王座を獲得している。
2017年7月26日、武藤敬司プロデュースの『プロレスリング・マスターズ』において、TNTとして久々の来日を果たし、ムタ&カブキとの魔界トリオを結成。藤波辰爾、長州力、馳浩のトリオと対戦した。

## 得意技
- ラ・ペインキラー（La Painkiller）
- スピニング・ヒール・キック
- ジャンピング・ハイ・キック

## 獲得タイトル
WWC
- WWCユニバーサル・ヘビー級王座：3回[17]
- WWC世界タッグ王座：1回（w / ミスター・ポーゴ）[5]
- WWC北米ヘビー級王座：1回
- WWCカリビアン・ヘビー級王座：3回
- WWCプエルトリコ・ヘビー級王座：1回
- WWC世界TV王座：5回

IWA
- IWAハードコア王座：1回
- IWA世界ヘビー級王座：4回
- IWA世界タッグ王座：1回（w / ミゲル・ペレス・ジュニア）